# 武平 (北齐)
武平（570年正月—576年十二月）是北齊後主高纬的年号，歷時6年餘。
578年，北齐范阳王高绍义受突厥他钵可汗爱重，北齐被灭后逃到北边者，都归高绍义管辖。高保宁在营州奉高绍义为北齐皇帝，用武平年号。《北齐书》、《北史》等皆作“武平元年”。但是《廿二史考异》则认为应是用后主高纬年号，作武平九年。认为后主在武平八年失国，高绍义投奔突厥，次年称帝仍用武平年号，并不应该算作是改元。

## 纪年
| 武平 | 元年  | 二年  | 三年  | 四年  | 五年  | 六年  | 七年  |
| ---- | ----- | ----- | ----- | ----- | ----- | ----- | ----- |
| 公元 | 570年 | 571年 | 572年 | 573年 | 574年 | 575年 | 576年 |
| 干支 | 庚寅  | 辛卯  | 壬辰  | 癸巳  | 甲午  | 乙未  | 丙申  |

| 武平 | 九年  |
| ---- | ----- |
| 公元 | 578年 |
| 干支 | 戊戌  |

## 安太
1963年在北京懷柔縣韋里村發現了北齊武平二年（571年）《傅隆顯墓誌》，同時出土兩块刻字墓磚，上署刻「安太二年傅隆顯銘」。

## 參看
- 中国年号列表
  - 其他使用武平年號的政權
- 同期存在的其他政权年号
  - 天保（562年二月—585年十二月）：西梁政權梁明帝萧岿的年号
  - 太建（569年正月—582年十二月）：南朝陈政權陳宣帝陈顼的年号
  - 德昌（576年十二月）：北齊政权安德王高延宗年号
  - 天和（566年正月—572年三月）：北周政权周武帝宇文邕年号
  - 建德（572年三月—578年三月）：北周政权周武帝宇文邕年号
  - 宣政：（578年3月—十二月）：北周政权周武帝宇文邕年号
  - 延昌：高昌政权固年号
  - 大昌（568年—572年）：新羅真興王之年號
  - 鴻濟（572年—584年）：新羅真興王、真智王之年號